# Mortadella

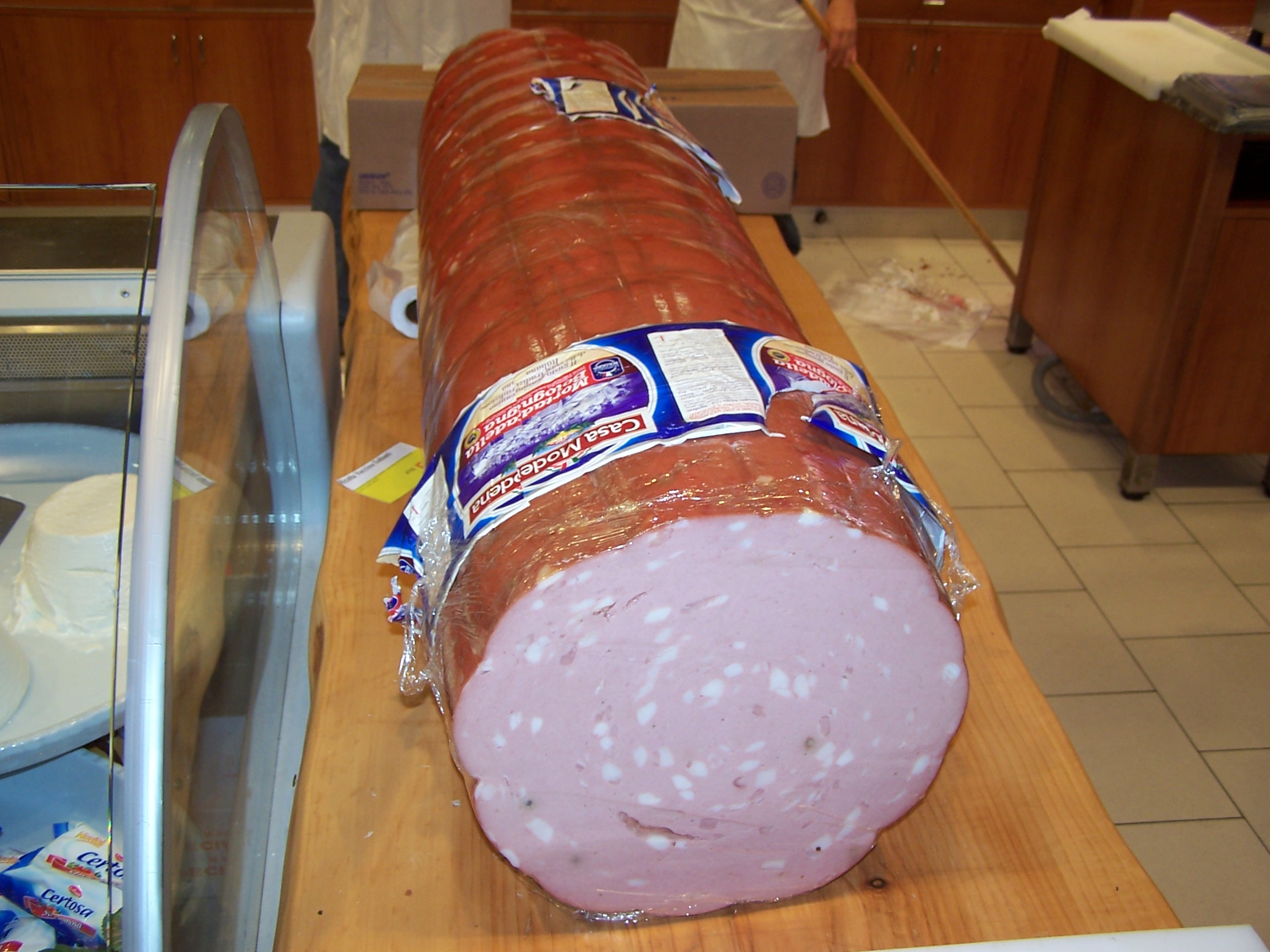
Mortadella Bologna

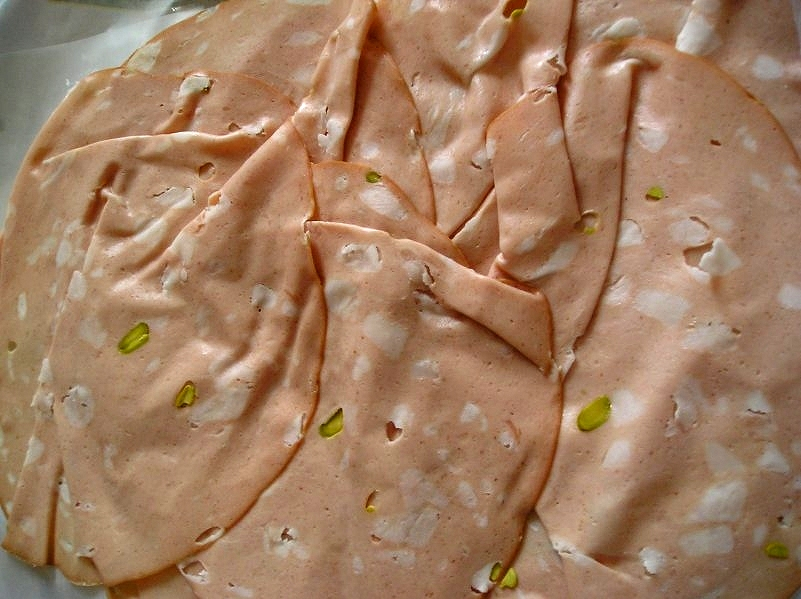
In plakken gesneden mortadella, als broodbeleg

Mortadella is een grote Italiaanse worst of vleeswaar (salume) gemaakt van fijngesneden of fijngehakt verhit varkensvlees. De worst bevat ten minste 15% aan blokjes varkensvet, doorgaans het harde vet van een varkensnek. De herkomst van de mortadella ligt in Bologna. Mortadella wordt gekruid met onder meer zwarte peper, mirtebessen en pistache.

## Geschiedenis
Traditioneel werd de vulling met varkensvlees gemalen tot een pasta met behulp van een grote vijzel (mortaio). Op twee Romeinse funeraire steles in het archeologisch museum van Bologna zijn dergelijke vijzels afgebeeld. De Dizionario Etimologico della Lingua Italiana 1979-88 van Cortelazzo en Zolli geeft een alternatieve verklaring voor de naam van mortadella, namelijk dat deze is afgeleid van een Romeinse worst gekruid met mirtebessen genaamd farcimen mirtatum (mirteworst). Voordat peper beschikbaar kwam op de Europese markten was mirte een populair kruid. Anna Del Conte (The Gastronomy of Italy 2001) vond een vermelding van een worst (vermoedelijk de mortadella) in een document uit 1376 van het officiële vleesverwerkersverbond in Bologna.

## Varianten
Mortadella vindt zijn oorsprong in de stad Bologna, de hoofdstad van Emilia-Romagna. Elders in Italië wordt de worst ofwel in Bolognese stijl gemaakt ofwel in een afwijkende lokale stijl. De mortadella van Prato is een Toscaanse specialiteit die gekruid wordt met gekneusd knoflook en wordt gekleurd met alchermes (Italiaanse likeur). De mortadella van Amatrice in Lazio is afwijkend doordat deze licht gerookt wordt.
Mortadella Bologna kent een beschermde geografische aanduiding op basis van EU-wetgeving. De productiezone is tamelijk uitgestrekt en omvat Emilia-Romagna en de buurregio´s Piëmont, Lombardije, Veneto, Marche en Toscane, alsook Lazio en de provincie Trente.